# A-54
L'A-54 és una autovia que es troba en fase de construcció i que un cop finalitzada unirà Santiago de Compostel·la amb l'A-6 a l'altura de Nadela, als afores de Lugo.

## Trams
| Denominació | Tram                                     | Estat (2015) | km                                                      |
| ----------- | ---------------------------------------- | ------------ | ------------------------------------------------------- |
| A-54        | Santiago de Compostela SC-20 - Lavacolla | 9            | 1999                                                    |
| A-54        | Lavacolla - Arzúa (Oest)                 | 18,5         | 2019                                                    |
|             | Arzúa (Oest) - Mellid (Sud)              | 16,38        | En obres (obertura endarrerida a 2023)                  |
|             | Mellid (Sud) - Palas de Rei (Oest)       | 11,7         | En obres (obertura endarrerida a finals de 2022 o 2023) |
| A-54        | Palas de Rei (Oest) - Guntín (Nord)      | 14,9         | 2015                                                    |
| A-54        | Guntín (Nord) - Monte de Meda            | 10,8         | 2015                                                    |
| A-54        | Monte de Meda - Enllaç de Vilamoure      | 5,6          | 2015                                                    |
| A-54        | Enllaç de Vilamoure - Nadela (Sud) A-6   | 6,6          | 2015                                                    |
| LU-12       | Enllaç de Vilamoure - Esperante          | 3,6          | 2015                                                    |